# André Greipel
André Greipel (* 16. Juli 1982 in Rostock) ist ein ehemaliger deutscher Radrennfahrer. Er gehörte zu den besten Straßensprintern seiner Generation.

## Karriere

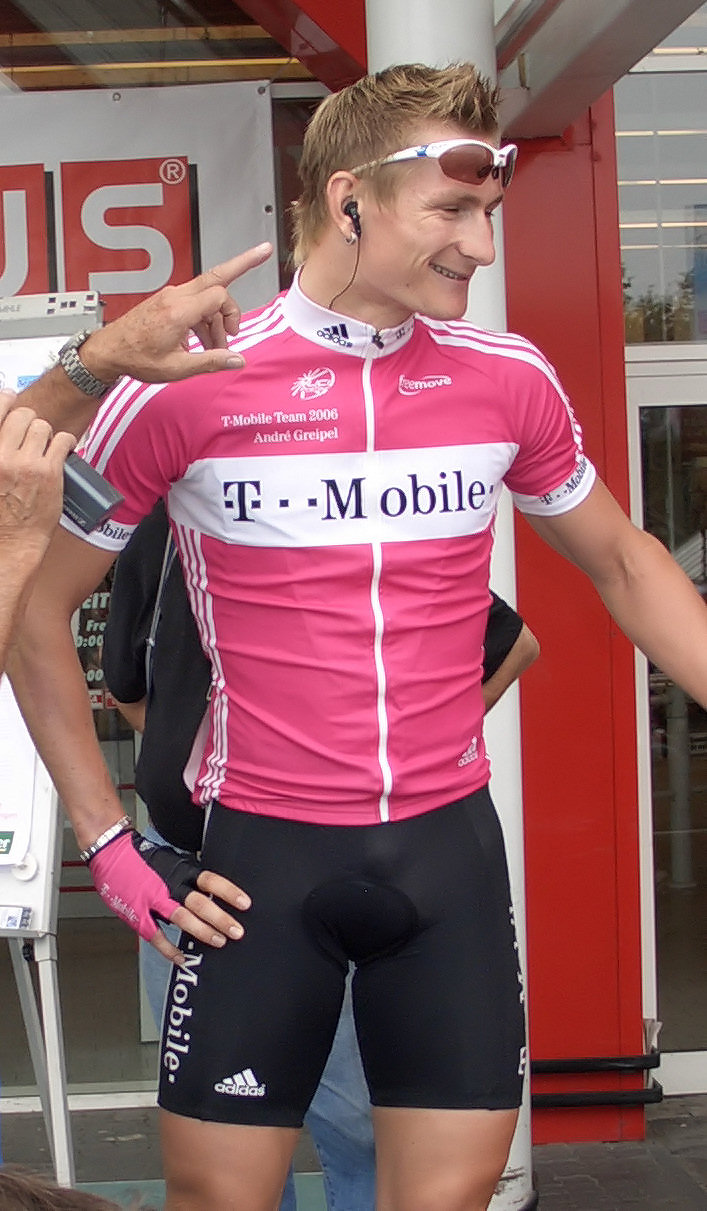
André Greipel, 2006

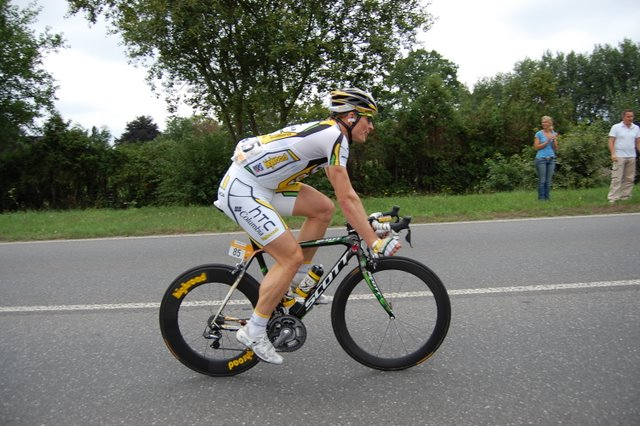
André Greipel, Vattenfall Cyclassics 2010

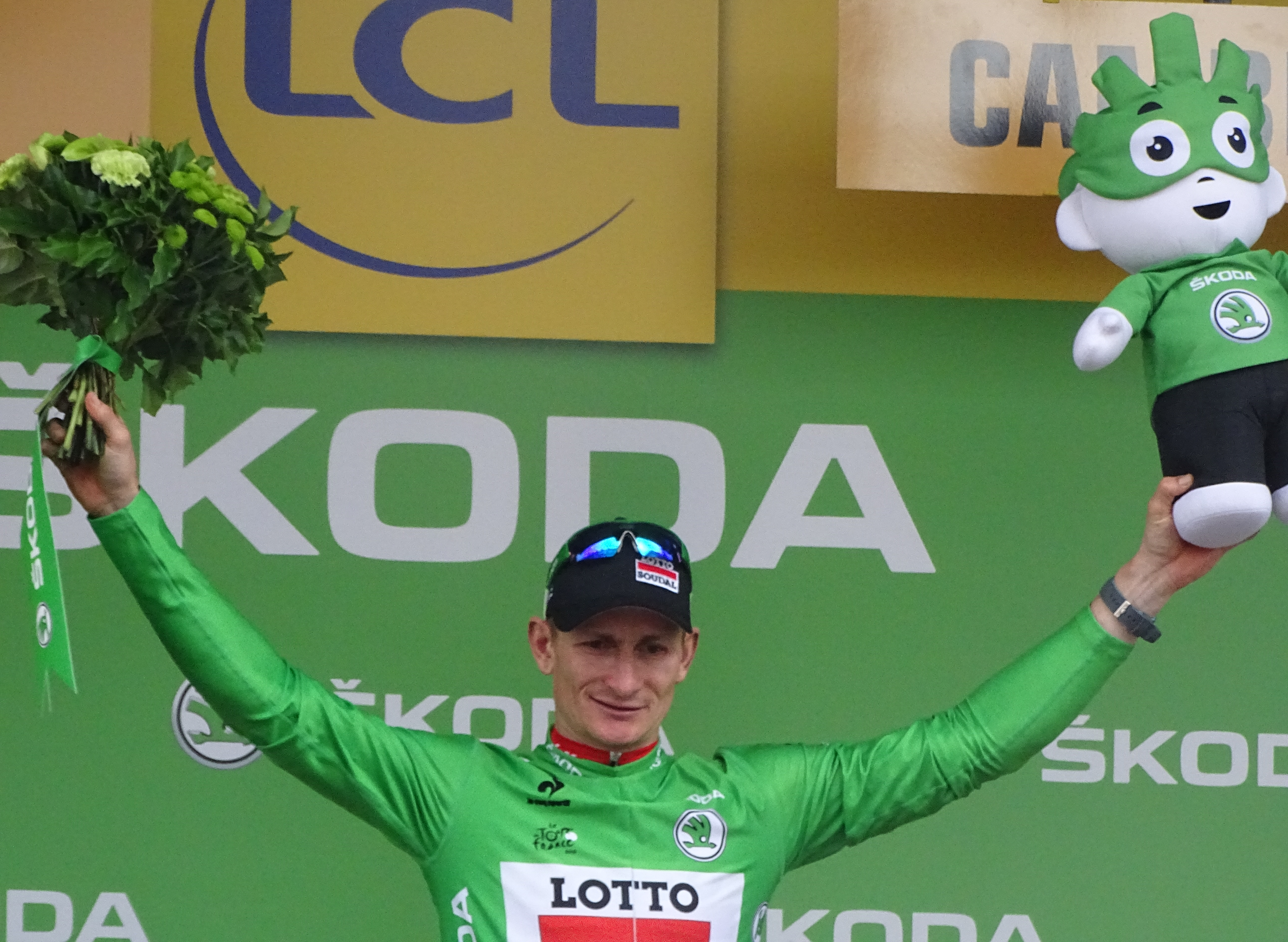
André Greipel bei der Tour de France 2015

Im TEAG Team Köstritzer gehörte André Greipel zu den erfolgreichsten Rennfahrern. Nach zwei Deutschen Meistertiteln im Juniorenbereich, präsentierte er sich besonders bei Rundfahrten. Bei der Thüringen-Rundfahrt der U23 war er 2002 Sieger der Sprintwertung, ebenso beim GP Tell.
2003 siegte Greipel bei der U23-Version von Rund um Köln, war Etappensieger bei der Thüringen-Rundfahrt und der Tour de Berlin und gewann das U23-Weltcuprennen in Waregem. 2004 erzielte der Rostocker vier Etappensiege bei internationalen Rundfahrten. 2005 feierte er einen Etappensieg bei der Dänemark-Rundfahrt.
Er wechselte 2006 zum T-Mobile-Team, mit dem er zwei Etappenerfolge bei der Rheinland-Pfalz-Rundfahrt erzielte.
Seinen bis dahin größten internationalen Erfolg feierte er bei der Vuelta a España 2006, bei der er sich im Sprint der 6. Etappe nur dem Norweger Thor Hushovd geschlagen geben musste. Bei der Tour Down Under 2008 gewann er vier Etappen und das Auftaktkriterium der Rundfahrt. Damit sicherte er sich den Sieg in der Gesamtwertung. Nachfolgend war er als erster Deutscher Spitzenreiter der Einzelwertung der UCI ProTour. Das Führungstrikot konnte er bis zum Amstel Gold Race im April verteidigen. Im Endklassement belegte er knapp hinter Roman Kreuziger den fünften Platz.
Greipel gewann die 4. Etappe der Vuelta a España 2009, nachdem bei einem Massensturz alle Fahrer bis auf die sieben Ersten aufgehalten worden waren. Nach dem Ruhetag siegte Greipel auch in der 5. Etappe, als er sich im Massensprint durchsetzte. Durch den Etappensieg sicherte sich Greipel außerdem die Gesamtführung. Am 15. September gewann er ebenfalls die 16. Etappe der Vuelta und siegte bei der Punktewertung.
Im Jahr 2010 konnte Greipel sowohl die Gesamtwertung der Tour Down Under als auch drei Etappen gewinnen. Im Februar feierte er Etappensiege bei kleineren Rennen. Im April holte er sich fünf Etappenerfolge und die Punktewertung der Türkei-Rundfahrt. Im Mai gewann er die 18. Etappe des Giro d’Italia im Sprint. Im August desselben Jahres war er bei jeweils zwei Etappen der Tour de Pologne und der Eneco Tour siegreich. In der Saison 2010 brachte er es auf insgesamt 21 Saisonsiege.
Da im Team HTC-Columbia starke Konkurrenz durch Mark Cavendish vorherrschte und André Greipel nicht zur Tour de France 2010 nominiert wurde, wechselte André Greipel für die Saison 2011 zu Omega Pharma-Lotto (welches später im Lotto-Soudal-Team aufging), wo er die Spitze der Sprinter bildete. Im Jahr 2011 nahm Greipel deshalb erstmals an der Tour de France teil. Am 12. Juli 2011 gewann er die 10. Etappe vor Mark Cavendish, den er im Zielsprint schlug. Damit gehört er zum Kreis der Radrennfahrer, die bei allen drei Grand Tours Etappensiege herausfahren konnten. Im Straßenrennen der Straßen-Weltmeisterschaft 2011 errang Greipel am 25. September in einer Sprintentscheidung die Bronzemedaille.
Bei der Tour de France 2012 gewann Greipel drei Etappen. 2013 konnte er eine Etappe für sich entscheiden. Außerdem wurde er zum ersten Mal Deutscher Straßenmeister und gewann das Eintagesrennen Brussels Cycling Classic. 2014 verteidigte er seinen Titel als deutscher Meister, gewann erneut den Brussels Cycling Classic und verbuchte einen Etappensieg bei der Tour de France. 2015 gewann er unter anderem eine Etappe des Giro d’Italia und vier Etappen der Tour de France, darunter die Schlussetappe auf den Champs-Élysées in Paris. Im August 2015 gewann er im Massensprint die Vattenfall Cyclassics und damit sein erstes WorldTour-Eintagesrennen. Bei der Tour de France 2016 gewann er die letzte Etappe in Paris.
2018 stürzte Greipel bei dem Frühjahrsklassiker Mailand–Sanremo, brach sich das Schlüsselbein und fiel in der Folge für den Start bei weiteren Frühjahrsrennen aus. Er gewann bei seinem ersten Rennen nach diesem Sturz, den 4 Jours de Dunkerque, im Sprint die zweite Etappe. Dieser Sieg war der 150. seiner Karriere. Ein zweiter Etappensieg gelang ihm als Solist auf dem fünften Abschnitt, nachdem er am Schlussanstieg Mont Cassel die Reste einer 17-köpfigen Spitzengruppe hatte abschütteln können.
Nachdem das Lotto-Team Greipels Vertrag nicht über das Jahr 2018 verlängert hatte, wechselte er zur Saison 2019 zum Team Arkéa-Samsic, bei dem ihm jedoch auch aufgrund mangelnder Unterstützung nur ein Sieg gelang. Greipel löste seinen Vertrag mit dem Team einvernehmlich auf und schloss sich 2020 Israel Start-Up Nation an. Im Februar 2020 stürzte er beim Training und erlitt einen Bruch der Schulter. Nach einem sieglosen Jahr 2020 gewann er für seine neue Mannschaft 2021 die Trofeo Alcudia und eine Etappe der Andalusien-Rundfahrt. Während der Tour de France 2021 erklärte er seinen Rücktritt vom aktiven Radsport zum Saisonende. Sein letztes Rennen bestritt Greipel am 3. Oktober 2021 mit dem Münsterland Giro, den er als Zehnter beendete.

## Diverses
André Greipel ist verheiratet und hat zwei Töchter. Er hat die Ausbildung zum Bürokaufmann abgeschlossen. Im Oktober 2011 wurde er in seinem Wohnort Hürth bei Köln als „Sportler des Jahres“ geehrt. Greipel lebte zwischenzeitlich im schweizerischen Alterswilen.
2022 wurde Greipel Sportlicher Leiter von Rund um Köln. Seit Sommer 2020 ist er als Fahreragent tätig. Ende April 2023 gab der Bund Deutscher Radfahrer bekannt, dass Greipel die Nachfolge von Jens Zemke als Sportlicher Leiter und Bundestrainer der Profi-Nationalmannschaft der Männer antreten und diese künftig bei allen internationalen Straßen-Meisterschaften betreuen wird. Einen eventuellen Interessenskonflikt sehe er nicht, sagte Greipel in einem Interview. Mitte 2025 trat Greipel vom zuvor genannten Amt bei German Cycling aus Zeitgründen zurück.
2024 gründete Greipel das eigene Nachwuchsprogramm „the ride direction“, um junge Sportlerinnen und Sportler der Klassen U17 und U19 über örtliche Vereine zu finden. Für die Aufnahme in das Programm sollen nicht Ergebnisse oder Leistungswerte entscheidend sein; wichtiger sei es, echte Talente zu finden, die den sportlichen Ehrgeiz haben.

## Erfolge
| 2000 - Deutscher Meister – Berg (Junioren) 2002 - Punktewertung Internationale Thüringen Rundfahrt - Punktewertung GP Tell 2003 - eine Etappe und Punktewertung Internationale Thüringen Rundfahrt 2004 - eine Etappe Tour du Loir-et-Cher - eine Etappe Internationale Thüringen Rundfahrt 2005 - eine Etappe Post Danmark Rundt 2006 - zwei Etappen Rheinland-Pfalz-Rundfahrt 2007 - zwei Etappen Sachsen-Tour 2008 - Gesamtwertung und vier Etappen Tour Down Under - eine Etappe Giro d’Italia - eine Etappe und Punktewertung Österreich-Rundfahrt - zwei Etappen Sachsen-Tour - eine Etappe Eneco Tour - eine Etappe Deutschland Tour - Rund um die Nürnberger Altstadt - Kampioenschap van Vlaanderen - Sparkassen Münsterland Giro 2009 - eine Etappe Tour Down Under - eine Etappe und Punktewertung Quatre Jours de Dunkerque - drei Etappen und Punktewertung Bayern-Rundfahrt - Neuseen Classics – Rund um die Braunkohle - Philadelphia International Championship - drei Etappen Ster Elektrotoer - drei Etappen und Punktewertung Österreich-Rundfahrt - eine Etappe Sachsen-Tour - eine Etappe Tour de Pologne - vier Etappen und Punktewertung Vuelta a España - Paris–Bourges 2010 - Gesamtwertung, drei Etappen und Punktewertung Tour Down Under - Trofeo Magaluf-Palmanova - eine Etappe Volta ao Algarve - Prolog, vier Etappen und Punktewertung Presidential Cycling Tour of Turkey - eine Etappe Giro d’Italia - zwei Etappen und Punktewertung Österreich-Rundfahrt - zwei Etappen Tour de Pologne - zwei Etappen Eneco Tour - drei Etappen Tour of Britain 2011 - eine Etappe Volta ao Algarve - eine Etappe Driedaagse van De Panne-Koksijde - eine Etappe Presidential Cycling Tour of Turkey - zwei Etappen und Punktewertung Belgien-Rundfahrt - eine Etappe Tour de France - zwei Etappen Eneco Tour - Weltmeisterschaft – Straßenrennen 2012 - drei Etappen Tour Down Under - zwei Etappen Tour of Oman - eine Etappe Presidential Cycling Tour of Turkey - drei Etappen und Punktewertung Belgien-Rundfahrt - zwei Etappen und Punktewertung Luxemburg-Rundfahrt - ProRace Berlin - eine Etappe Ster ZLM Toer - drei Etappen Tour de France - zwei Etappen Post Danmark Rundt - Grote Prijs Impanis-Van Petegem | 2013 - drei Etappen Tour Down Under - eine Etappe Tour Méditerranéen - zwei Etappen Presidential Cycling Tour of Turkey - zwei Etappen Belgien-Rundfahrt - Ronde van Zeeland Seaports - Deutscher Meister – Straßenrennen - eine Etappe Tour de France - eine Etappe Eneco Tour - Brussels Cycling Classic 2014 - zwei Etappen Tour Down Under - eine Etappe Tour of Qatar - drei Etappen Tour of Oman - Gesamtwertung und eine Etappe World Ports Classic - eine Etappe Baloise Belgium Tour - zwei Etappen Luxemburg-Rundfahrt - eine Etappe Ster ZLM Toer - Deutscher Meister – Straßenrennen - eine Etappe Tour de France - Brussels Cycling Classic - Grote Prijs Jef Scherens - Sparkassen Münsterland Giro 2015 - eine Etappe Volta ao Algarve - eine Etappe Paris–Nice - eine Etappe Presidential Cycling Tour of Turkey - eine Etappe Giro d’Italia - zwei Etappen Luxemburg-Rundfahrt - Gesamtwertung, zwei Etappen und Punktewertung Ster ZLM Toer - vier Etappen Tour de France - eine Etappe und Punktewertung Eneco Tour - Vattenfall Cyclassics - eine Etappe Tour of Britain 2016 - Trofeo Ses Salines - Trofeo de Palma - eine Etappe Presidential Cycling Tour of Turkey - drei Etappen Giro d’Italia - eine Etappe Luxemburg-Rundfahrt - Deutscher Meister – Straßenrennen - eine Etappe Tour de France - eine Etappe und Kämpferischster Fahrer Tour of Britain 2017 - Trofeo Ses Salines - eine Etappe und Punktewertung Volta ao Algarve - eine Etappe Paris-Nizza - eine Etappe Giro d’Italia - Omloop Eurometropool 2018 - zwei Etappen Tour Down Under - zwei Etappen 4 Jours de Dunkerque - zwei Etappen und Punktewertung Belgien-Rundfahrt - zwei Etappen Tour of Britain 2019 - eine Etappe La Tropicale Amissa Bongo Ondimba 2021 - Trofeo Alcudia - eine Etappe Andalusien-Rundfahrt |

## Grand-Tour-Platzierungen
| Grand Tour            | 2006 | 2007 | 2008 | 2009 | 2010 | 2011 | 2012 | 2013 | 2014 | 2015 | 2016 | 2017 | 2018 | 2019 | 2020 | 2021 |
| --------------------- | ---- | ---- | ---- | ---- | ---- | ---- | ---- | ---- | ---- | ---- | ---- | ---- | ---- | ---- | ---- | ---- |
| Giro d’ItaliaGiro     | –    | –    | 133  | –    | DNF  | –    | –    | –    | –    | DNF  | DNF  | DNF  | –    | –    | –    | –    |
| Tour de FranceTour    | –    | –    | –    | –    | –    | 156  | 123  | 129  | 149  | 134  | 133  | 149  | DNF  | 144  | DNF  | 125  |
| Vuelta a EspañaVuelta | DNF  | 125  | –    | 107  | –    | –    | –    | –    | –    | –    | –    | –    | –    | –    | –    | –    |

## Dokumentationen
- Der Tanz des Gorilla – Radprofi André Greipel (Saarländischer Rundfunk; 2021)[18]